# Delphacodes gilletei
Delphacodes gilletei är en insektsart som först beskrevs av Van Duzee 1897.  Delphacodes gilletei ingår i släktet Delphacodes och familjen sporrstritar. Inga underarter finns listade i Catalogue of Life.